# Rabanera
Rabanera est une commune de la communauté autonome de La Rioja, en Espagne.

## Démographie
| 1900 | 1910 | 1920 | 1930 | 1940 | 1950 | 1960 | 1970 | 1981 |
| ---- | ---- | ---- | ---- | ---- | ---- | ---- | ---- | ---- |
| 212  | 195  | 179  | 170  | 182  | 155  | 96   | 35   | 35   |

| 1991 | 2001 | 2011 | - | - | - | - | - | - |
| ---- | ---- | ---- | - | - | - | - | - | - |
| 46   | 36   | -    | - | - | - | - | - | - |

## Administration

### Conseil municipal
La ville de Rabanera comptait 32 habitants aux élections municipales du 26 mai 2019. Son conseil municipal (en espagnol : Pleno del Ayuntamiento) se compose donc de 3 élus.
| Parti | Parti                                    | Voix | %       | Élus  |
| ----- | ---------------------------------------- | ---- | ------- | ----- |
|       | Parti populaire (PP)                     | 17   | 65,38 % | 2 / 3 |
|       | Parti socialiste ouvrier espagnol (PSOE) | 3    | 11,54 % | 1 / 3 |
|       | Partido Riojano (PR+)                    | 3    | 11,54 % | 0 / 3 |

### Liste des maires
| Mandat    | Maire | Maire                    | Parti       |
| --------- | ----- | ------------------------ | ----------- |
| 1979-1983 |       | Laureano Escolar Escolar | UCD         |
| 1983-1987 |       | Laureano Escolar Escolar | AP          |
| 1987-1991 |       | Laureano Escolar Escolar | Indépendant |
| 1991-1995 |       | Laureano Escolar Escolar | PP          |
| 1995-1999 |       | Laureano Escolar Escolar | Indépendant |
| 1999-2003 |       | Laureano Escolar Escolar | PSOE        |
| 2003-2007 |       | Laureano Escolar Escolar | PP          |
| 2007-2011 |       | Laureano Escolar Escolar | PP          |
| 2011-2015 |       | Andrés Escolar López     | PP          |
| 2015-2019 |       | Andrés Escolar López     | PP          |
| 2019-2023 |       | Andrés Escolar López     | PP          |